# Chinthana Vidanage
Chinthana Geetal Vidanage (* 31. Dezember 1981 in Polonnaruwa) ist ein sri-lankischer Gewichtheber.

## Karriere
Vidanage gewann bei den Commonwealth Games 2006 die Goldmedaille in der Klasse bis 62 kg. 2007 nahm er an den Weltmeisterschaften teil, hatte aber im Stoßen keinen gültigen Versuch. 2008 nahm Vidanage an den Olympischen Spielen in Peking teil, bei denen er in der Klasse bis 69 kg den 16. Platz erreichte. Bei den Asienmeisterschaften 2009 wurde er Siebter. 2010 gewann er bei den Commonwealth Games die Silbermedaille. Bei den Asienmeisterschaften 2011 war er Fünfter. Allerdings wurde er bei der Dopingkontrolle positiv auf Methylhexanamin getestet und für zwei Jahre gesperrt. Nach seiner Sperre erreichte er bei den Commonwealthmeisterschaften 2013 den vierten Platz.